# Evangelische Pfarrkirche Feld am See

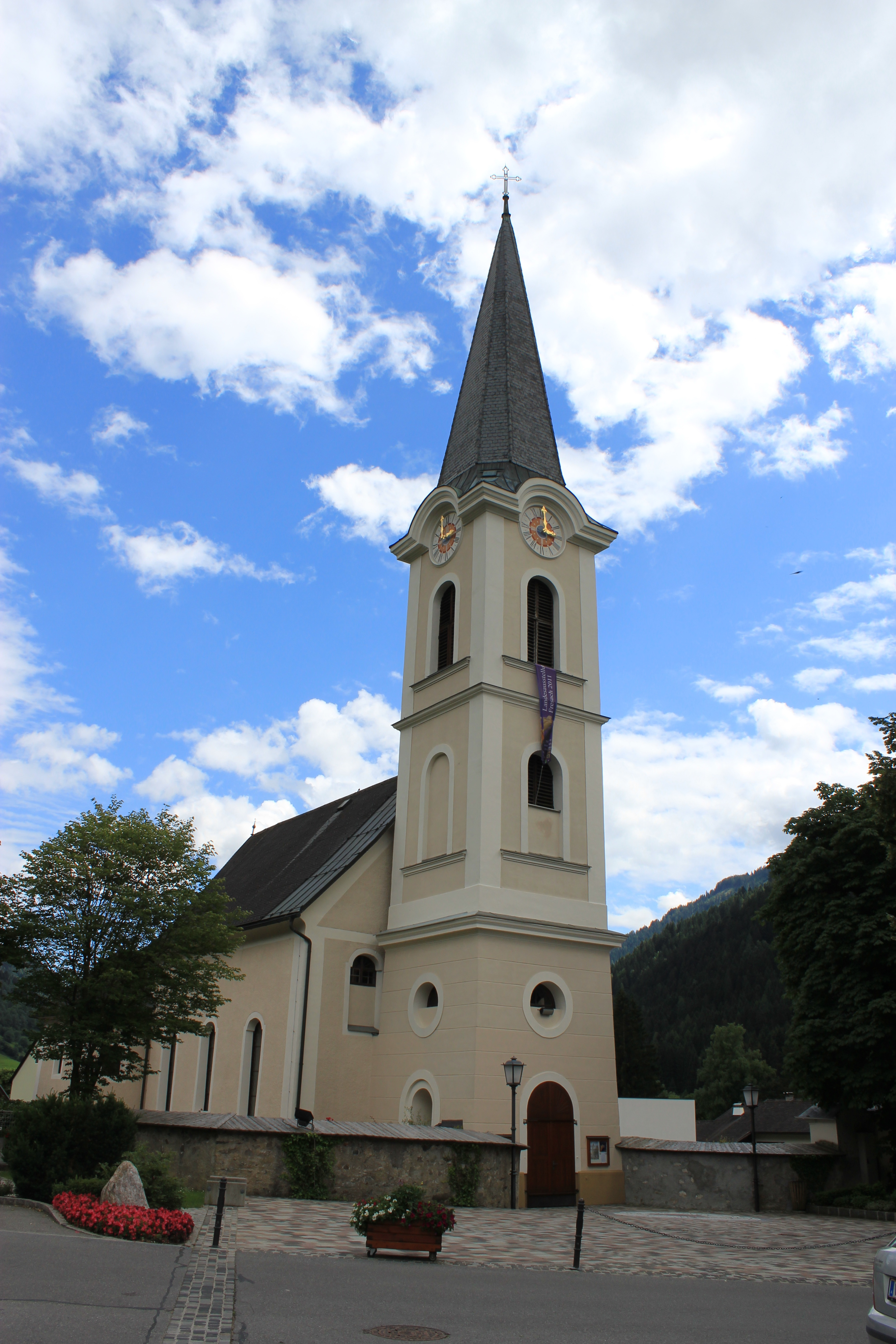
Evangelische Pfarrkirche Feld am See

Die Evangelische Kirche liegt im Zentrum von Feld am See in Kärnten.

## Geschichte
Nach dem Toleranzpatent von 1781 bekannten sich im Gebiet um Feld am See die Mehrheit der Bevölkerung zum Protestantismus. 1783 wurde Matthäus Cnopf zum ersten Pastor der Gemeinde berufen. 1787 ersetzte man das hölzerne Toleranzbethaus durch ein steinernes.
Nachdem das Jännerpatent von 1849 den evangelischen Gemeinden erlaubte, Kirchtürme zu bauen, wurde in Feld am See gleich damit begonnen. Der erste Turm stürzte jedoch noch vor der Fertigstellung ein. So erhielt die Kirche erst 1852 ihren Turm.
1956 wurde in Afritz eine Predigtstation gegründet und 1981 die Toleranzjubiläumskirche als Tochterkirche eingeweiht.

## Bauwerk
Das dreijochige Kirchenschiff ist ein geräumiger Bau mit leicht eingezogener Rundapsis. Ihm ist im Westen ein dreigeschoßiger Vorhallenturm mit rundbogigen Schallöffnungen und Spitzgiebelhelm vorgestellt. Im Norden ist am Kirchenschiff eine Sakristei angebaut.
Auf der Flachdecke des Langhauses ist ein einfaches Stuckmedaillon von 1787 zu Ehren von Kaiser Joseph II. und ein Deckenbild vom Anfang des 20. Jahrhunderts, Christus als Kinderfreund zeigend, angebracht. 
Die zweigeschoßige, dreiachsige Westempore schwingt weit in das Langhaus vor. Die Orgel darauf stammt von 1821. Über der Sakristei befindet sich ein Oratorium mit vorgewölbter Balustrade.
Vor dem Eingang zur Kirche ist in einem Bodenmosaik eine Lutherrose dargestellt.

## Einrichtung
Der Altar und die Kanzel wurden 1648 von G. Seitinger für die Virgilienbergkirche in Friesach angefertigt. Nach der Profanierung der Kirche 1786, wurden die Gegenstände 1794 vom Pastorat für Feld am See angekauft. Das Mittelbild des Altares mit Säulen und Knorpelwerk allerdings stammt aus dem 17. Jahrhundert und wurde 1974 der Kirche geschenkt. Es zeigt die Kreuzigung Christi. Am Aufsatzbild ist die Auferstehung, auf der Predella das letzte Abendmahl zu sehen.

### Orgel
Die Kirche erhielt 1927 eine Orgel aus der Werkstatt der Gebrüder Mauracher, die 1955 von Rudolf Novak aus Klagenfurt übernommen wurde. Das Instrument weist die folgende Disposition auf:
| Manual C– |            |       |
| 1.        | Principal  | 8′    |
| 2.        | Flöte      | 8′    |
| 3.        | Salizional | 8′    |
| 4.        | Flöte      | 4′    |
| 5.        | Gemshorn   | 4′    |
| 6.        | Oktav      | 2′    |
| 7.        | Quint      | 1 ⁄3′ |
| 8.        | Mixtur     | 1 ⁄3′ |

| Pedal C–d1 |         |     |
| 9.         | Subbass | 16′ |

- Koppeln: I/P